# Theodor Herzl
Theodor Herzl, avstroogrski novinar, dramatik, politični aktivist, pisatelj in oče modernega političnega sionizma. * 2. maj 1860, † 3. julij 1904
Herzl je ustanovitelj Sionistične organizacije in podpornik imigracije Judov v Palestino. Čeprav je umrl pred ustanovitvijo samostojnega Izraela, je znan kot oče judovske države.
Herzl je posebej omenjen v Izraelski deklaraciji o neodvisnosti in splošno znan kot »duhovni oče judovske države« ter vizionar, ki je postavil temelj političnega sionizma. Kljub temu ni bil prvi sionistični teoretik ali aktivist, saj se je mnogo verskih poznavalcev, med njimi Rabbis Yehuda Bibas, Zvi Hirsch Kalischer in Judah Alkalai, že pred njim zavzemalo za proto-sionistične ideje.  

## Življenje
Theodor Herzl se je rodil v Budimpešti na Madžarskem, v sekularno judovsko družino očetu Jakobu in materi Jeanette, ki sta bila nemško govoreča asimilirana juda. Družina je prvotno izhajala iz mesta Zemun, ki leži v današnji Srbiji. Herzl je trdil, da je potomec znanega grškega kabalista Josepha Taitazaka. Deležen je bil osnovne judovske izobrazbe tistega časa, vzgoja pa je temeljila na Nemško-Judovskih razsvetljenskih načelih, kar je bilo značilno za Jude, ki so živeli v takratnem srednjeevropskem prostoru. Z družino so živeli v starem mestnem jedru Pešte zraven sinagoge na jugu Budimpešte. V otroštvu je bil njegov največji vzornik Ferdinand de Lesseps, ki je sodeloval pri izgradnji Sueškega prekopa, vendar je Herzl svojo željo po gradbenem poklicu zaradi neuspeha pri naravoslovnih predmetih hitro opustil. Posledično se je usmeril v področje kulture, predvsem v poezijo in humanistične vede. Kasneje se je uveljavil v novinarstvu in pisanju gledaliških iger. Herzl je imel leto starejšo sestro Paulino, ki je leta 1878 nenadoma umrla. Še istega leta se je družina preselila na Dunaj, kjer je Teodor obiskoval pravno fakulteto na dunajski univerzi.

### Izobrazba in zgodnje delovanje
Leta 1884 je postal doktor prava, kasneje pa je poučeval na Dunaju in v Salzburgu. Po letu upravljanja profesorskega poklica je pravo opustil in se preusmeril v pisateljevanje ter novinarstvo. Sprva je delal kot novinar za dunajski časopis in dopisnik za Neue Freie Presse v Parizu, občasno je potoval tudi v London in Instanbul. Kasneje je postal literarni urednik časopisa Neue Freie Presse, napisal je številne drame in komedije, namenjene uprizoritvi v dunajskih gledališčih. Njegova zgodnja dela se niso osredotočala na življenje judov ali na njihovo vlogo v politiki. 

## Delo

### Podpornik Sionizma in aktivist
Leta 1891 je Herzl postal dopisnik iz Francije za pomemben dunajski časopis. Tekom službovanja se je srečal z naraščanjem nestrpnosti do judov v Franciji. V tako imenovanem »judovskem vprašanju« je videl družbeni problem, ki ga je poskušal rešiti z judovsko dramo Ghetto (1894), ki naj bi vzpodbudila pogovor o temi, s katero bi našli rešitev za medsebojno spoštovanje med kristjani in judi. 
Leta 1894 se je kot poročevalec za pariški Neue Freie Presse udeležil sojenja judovskega vojaškega častnika Alfreda Dreyfusa, ki je bil po krivem obsojen vohunjenja za Nemčijo. Herzla je močno vznemirilo antisemitsitično pariško vzdušje, kjer so množice soglasno zahtevale smrt vsem judom. Dogodek je pustil velik vtis na Herzla, ki je ugotovil, da judovski problem potrebuje politično rešitev, ki bi veljala za celotno državo. Še bolj kot Afera Dreyfus je na Herzla vplival vzpon antisemitističnega demagoga Karla Luegra na Dunaju leta 1895. Tega leta je izšla tudi njegova drama Novi geto, v kateri izpostavi pomankanje pravne varnosti in enakosti dunajskih Judov. 
V tem času je Herzl začel verjeti, da se antisemitizma ne da izkoreniniti ali pozdraviti ampak se mu da le izogniti. Edini način, da bi se mu judi izognili pa je bila ustanovitev judovske države. Verjel je, da se le z ustanovitvijo lastne države judovsko prebivalstvo lahko izogne preganjanju in sovraštvu. 
V začetku leta 1895 je Herzl napisal knjigo z naslovom Judovska država, ki je izšla februarja naslednje leto in v trenutku dvignila veliko prahu zaradi kontroverzne tematike. Herzl v knjigi izpostavi, zakaj bi bilo bolje, da se Judje izselijo iz Evrope v Argentino ali pa v njihovo zgodovinsko domovino Palestino. Verjel je, da so Judje narod, ki mu manjka le lastna država in lastni politični organi. Edini način, da se  izognejo verski diskriminaciji je ustanovitev lastne države v kateri bi se lahko svobodno kulturno in versko izražali. Knjiga se je kmalu po izvodu hitro razširila med judi in vzbudila tudi mednarodno pozornost. Medtem, ko so se podporniki že obstoječih sionističnih gibanj povezali z Herzlom in podprli njegove teze, so njegove ideje močno zavračali izobraženi in uspešni judje. Te so verjeli, da bodo te le poslabšale njihov položaj v družbi in otežile asimilacijo judov v družbo. Čeprav so bile Herzlove ideje v vzhodni Evropi dobro sprejete, so jih številni judovski voditelji zavračali. Herzl je bogate jude, kot sta baron Hirsch in baron Rotschild, večkrat neuspešno pozval k pridružitvi narodnemu sionističnemu gibanju. Kljub nasprotovanju manjšine se je sionistično gibanje močno razširilo po Evropi, kar le 29. avgusta 1897 privedlo do prvega sionističnega kongresa v Baslu v Švici. 
V nasprotju z drugimi člani gibanja je Herzl verjel, da je bila pred začetkom preseljevanja v novo državo potrebna uveljavitev pravic Judov in mednarodna podpora. Pridobivanje mednarodnega priznanja je bil tudi poglaviten cilj političnega sionističnega gibanja, ki ga je vodil.

### Svetovni sionistični kongres
V okviru sionističnega gibanja je Herzel odšel tudi v London, kjer je želel pridobiti podporo angleških Judov in širši javnosti predstaviti svoj program.  Njegov politični pristop ni bil v skladu z idejami nekaterih judovskih voditeljev, a je bil na javnih srečanjih v East Endu vseeno glasno podprt. Herzl je bil impozantne podobe z dolgo črno brado in držo preroka. Ne glede na njegovo šarmantnost se je izkazalo, da so se njegovi poskusi, da bi zadostno vplival na judovske voditelje, izjalovili. Tako se je v upanju pridobitve podpore mas judov iz vseh dežel odločil za organizacijo svetovnega kongresa za sioniste. Predlagal je, da bi se kongres organiziral v Münchnu, vendar je večina Judov (asimiliranih) temu nasprotovala, zato se ga je odločil organizirati v Baslu.
Sionistična organizacija (kasneje preimenovana v Svetovno Sionistično Organizacijo) v Baslu, Švici je privabila okoli 200 delegatov in se zavzemala za vzpostavitev legalno zagotovljenega prebivališča za Jude v Palestini. Herzl je bil izvoljen za predsednika in okronan za svetovnega sionističnega voditelja.
Herzl je po prvem kongresu v Baslu v svoj dnevnik zapisal:
"Če bi mogel povzeti celoten kongres v eni besedi, česar ne bom storil (odkrito), bi ga povzel tako: V Baslu sem osnoval judovsko državo. Če bi to rekel danes, bi se mi posmehoval cel svet. Mogoče v petih, a zagotovo v petdesetih letih jo bodo videli vsi."

### Delovanje v okviru sionističnega gibanja
V naslednjih letih je Herzl aktivno promoviral svoje ideje in se srečal z nemškim cesarjem Wilhmom II in Ottomanskim sulttnom Abdul Hamidom II, da bi ju pridobil na svojo stran. Leta 1903 je dobil podporo britanske vlade za ustanovitev Judovske države v Vzhodni Afriki in predlog predstavil na 6. sionističnem kongresu. Ideja se je izkazala za kontroverzno in bila zavrnjena leta 1905.
Poleg tega, da Herzl ustanovitve judevske države v Palestini sprva ni podpiral, je najprej nasprotoval tudi sprejetju hebrejščine (ki jo je nato oživil Eliezer Ben-Yehuda) kot uradnega jezika države. V časopisu Der Judenstaat je Herzl trdil:
“V hebrejščini se ne moremo pogovarjati. Kdo od nas še dovolj dobro zna hebrejščino, da bi prosil za železniško vozovnico v tem jeziku? Kaj takega ni mogoče storiti.”
Zavrnil je tudi uporabo jidiša, ki so ga takrat govorili številni evropski Judje, in pozval Jude, naj "opustijo uporabo tistih bednih zakrnelih žargonov, tistih getskih jezikov, ki jih še vedno uporabljamo, kajti to so bili prikriti jeziki zapornikov". Namesto tega je Herzl podprl idejo o večjezični "federaciji jezikov", v kateri bi lahko judje obdržali jezik, s katerim so se počutili najbolj udobno, in kot primer uspešnosti ideje navedel Švico (ki ima štiri uradne jezike). Jezik, ki bi se izkazal za najbolj uporabnega v vsakdanji konverzaciji bi postal nacionalni jezik. Kasneje je svoje mnenje spremenil in začel podpirati prizadevanja za oživitev hebrejščine in si celo prizadeval, da bi se je naučil sam.
Leta 1902 je Herzl izdal roman Altneuland (»Stara nova dežela«), ki opisuje preoblikovanje Palestine v cvetočo, uspešno in sodobno državo z vrnitvijo judovskega ljudstva na njeno ozemlje. Stavek iz knjige: "Če hočete, to niso sanje.", je postal priljubljen slogan sionističnega gibanja ter prizadevanj za ustanovite judovskega nacionalnega doma v Izraelu. 

## Smrt in pokop
Leta 1904 je Herzl, star 44 let, umrl v Avstriji. Dan pred smrtjo je Williamu Hechlerju rekel: "Pozdravi Palestino zame. Kri svojega srca sem dal za svoje ljudstvo,”. Leta 1949 so bili Herzlovi ostanki v skladu z njegovimi željami premeščeni v Jeruzalem, kjer so jih ponovno pokopali na gori Herzl, imenovani v njegov spomin. Krsta je bila zavita v modro-belo steno, okrašeno z Davidovo zvezdo, ki je omejevala judovskega leva, in sedmimi zlatimi zvezdami, ki so ponazarjale Herzlov prvotni predlog za zastavo judovske države.

## Spomin nanj
Herzlov dan je izraelski državni praznik, ki se vsako leto praznuje desetega hebrejskega meseca Iyar, v spomin na življenje in vizijo sionističnega voditelja Theodorja Herzla.